# До місяця рукою подати
«До місяця рукою подати» друга назва «Нова Аркадія» («ახალი არკადია») — радянський комедійний двосерійний телефільм 1986 року, знятий режисером Темуром Палавандішвілі на кіностудії «Грузія-фільм».

## Сюжет
Смішна і водночас сумна історія про те, як два пенсіонери прихистили корову, що заблукала, на дев'ятому поверсі міського будинку.

## У ролях
- Зураб Капіанідзе — Іване Цабуташвілі, батько
- Карло Саканделідзе — Евтіхій Верідзе, гурієць
- Лія Гудадзе — Лія, сусідка
- Резо Імнаїшвілі — Лексо Цабуташвілі, син Іване, лікар
- Тамаз Толорая — Отар, син Евтіхія
- Коте Арешидзе — комендант
- Мегі Цулукідзе — роль другого плану
- Георгій Палавандішвілі — Гія, син Евтіхія Верідзе
- Кукурі Абрамішвілі — роль другого плану
- Манана Гамцемлідзе — роль другого плану
- Марина Джанашия — роль другого плану
- Заза Мікашавідзе — роль другого плану
- Нугзар Мовелідзе — роль другого плану
- Шота Схіртладзе — роль другого плану
- Нінель Чанкветадзе — сусідка
- Ш. Арзумелашвілі — роль другого плану
- В. Джачвліані — роль другого плану
- В. Ішхнелі — роль другого плану
- С. Ішхнелі — роль другого плану
- Т. Чивадзе — роль другого плану
- Важа Сванідзе — роль другого плану
- Марина Джаши — роль другого плану

## Знімальна група
- Режисер — Темур Палавандішвілі
- Сценарист — Суліко Жгенті
- Оператор — Гіві Рачвелішвілі
- Композитор — Джансуг Кахідзе
- Художник — Малхаз Деканоїдзе